# 扎门·赤列旺杰
扎门·赤列旺杰（藏語：དགྲ་སྨོན་འཕྲིན་ལས་དབང་རྒྱལ，威利转写：dgra smon 'phrin las dbang rgyal，1935年—2022年4月6日），男，藏族，西藏日喀则人，中华人民共和国翻译家、政治人物，曾任西藏自治区人大常委会委员，西藏自治区政协副主席。